# ККПК Медик Конин
KKПK Медик Конин е полски женски футболен клуб от град Конин, Великополско войводство.

## Успехи
Купа на Полша:
- Носител (7): 2004 – 2005, 2005 – 2006, 2007 – 2008, 2012 – 2013, 2013 – 2014, 2014 – 2015, 2015 – 2016

Екстралига Кобилет: (Полски шампионат)
- Шампион (3): 2013 – 2014, 2014 – 2015, 2015 – 2016

## Участие в Европейските клубни турнири
| Сезон     | Турнир          | Кръг                 | Резултат             | Клуб                          |
| --------- | --------------- | -------------------- | -------------------- | ----------------------------- |
| 2014 – 15 | Шампионска лига | Квалификационен кръг | 3 – 0                | СФК 2000 (Сараево)            |
| 2014 – 15 | Шампионска лига | Квалификационен кръг | 7 – 0                | Оланд Юнайтед (Лемланд)       |
| 2014 – 15 | Шампионска лига | Квалификационен кръг | 11 – 1               | ЖФК Кочани                    |
| 2014 – 15 | Шампионска лига | Кръг от 32           | 2 – 0, 0 – 3 (прод.) | Глазгоу Сити                  |
| 2015 – 16 | Шампионска лига | Квалификационен кръг | 5 – 0                | Кардиф Мет.                   |
| 2015 – 16 | Шампионска лига | Квалификационен кръг | 6 – 0                | Уексфорд Ютс (Кроссабег)      |
| 2015 – 16 | Шампионска лига | Квалификационен кръг | 4 – 0                | Гинтра Университетас (Шяуляй) |
| 2015 – 16 | Шампионска лига | Кръг от 32           | 0 – 6 (д), 0 – 3 (г) | Лион                          |
| 2014 – 15 | Шампионска лига | Квалификационен кръг | 9 – 0                | Брежница                      |
| 2014 – 15 | Шампионска лига | Квалификационен кръг | 1 – 0                | Пярну                         |
| 2014 – 15 | Шампионска лига | Квалификационен кръг | 3 – 1                | Олимпия Клуж (Клуж-Напока)    |
| 2014 – 15 | Шампионска лига | Кръг от 32           | 4 – 3, 2 – 3         | Бреша                         |

## Български футболистки
- Радослава Славчева: 2013 –

- Лиляна Костова: 2015 –